# Óscar Ibáñez
Óscar Manuel Ibáñez Holzmann (Presidencia Roque Sáenz Peña, 8 agosto 1967) è un allenatore di calcio ed ex calciatore argentino naturalizzato peruviano, di ruolo portiere, attuale preparatore dei portieri della Nazionale di calcio del Perù.

## Carriera

### Club
Uscito dalle giovanili del Deportivo Español senza riuscire a trovare spazio in prima squadra, viene mandato in prestito all'Arsenal de Sarandí, dove gioca 25 partite guadagnando la promozione dal campionato Nacional B. Nel 1996 arriva in Perù, all'Universitario de Deportes, dove rimane per 6 anni giocando più di 300 partite. Nel 2003 passa al Cienciano, squadra che in quell'anno vince Copa Sudamericana e Recopa Sudamericana. nel 2007 gioca un campionato nello Sport Boys prima di tornare all'Universitario nel 2008.

### Nazionale
Nato in Argentina da padre spagnolo e madre tedesca, nel 1998 acquisisce la cittadinanza peruviana e viene convocato in nazionale fino al 2005, anno nel quale si ritira dalle partite internazionali. Ha partecipato alle edizioni 1999, 2001 e 2004 della Copa América.

## Palmarès

### Club

#### Competizioni nazionali
- Campionato peruviano: 3

Universitario: 1998, 1999, 2000

#### Competizioni internazionali
- Coppa Sudamericana: 1

Cienciano: 2003
- Recopa Sudamericana: 1

Cienciano: 2004